# T. Alexander Harrison

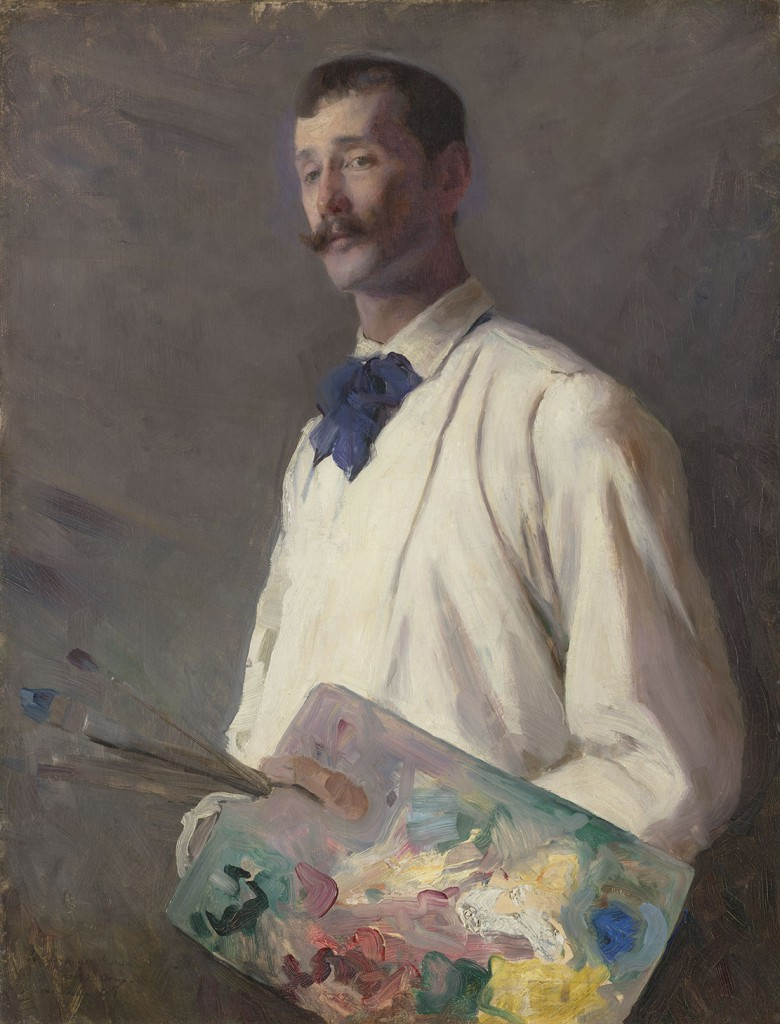
Retrato de Alexander Harrison (1888) de Cecilia Beaux

Thomas Alexander Harrison (17 de enero de 1853, Filadelfia, Pensilvania-13 de octubre de 1930, París, Francia) fue un pintor estadounidense, especializado en marinas que pasó la mayor parte de su carrera en Francia.

## Carrera
Estudió en la Academia de Bellas Artes de Pensilvania en Filadelfia en el periodo 1871-72. Durante casi seis años, trabajó como dibujante para una expedición topográfica del gobierno de los Estados Unidos que cartografió la costa del Pacífico. Después estudió por un corto tiempo en la Escuela de Diseño de San Francisco. En 1879, se trasladó a París y estudió en la École nationale supérieure des Beaux-Arts con Jean-Léon Gérôme y Jules Bastien-Lepage. 
Irritado por las restricciones de las escuelas, viajó a Bretaña, donde en Pont-Aven y Concarneau centró su atención en la pintura de marinas y el paisaje.
Llamó la atención una figura que envió al Salón de 1882, un niño soñando despierto en la playa, a la que llamó Châteaux en Espagne (Castillos en España) (1882, Museo Metropolitano de Arte ). En el Salón de 1885 expuso un gran lienzo de varias mujeres desnudas llamado En Arcadie (1885, Musée d'Orsay ), un notable estudio de tonos de piel en luces y sombras que tuvo una fuerte influencia en los pintores más jóvenes de la época simbolista. Este cuadro recibió una mención de honor, el primero de los muchos premios que se le otorgaron. Les Amateurs (1882–83, Museo de Arte Brauer), recibió una primera medalla en la Exposición de París de 1889. Otros honores incluyeron la Medalla de Oro del Temple de 1887 de la Academia de Bellas Artes de Pensilvania y medallas en Múnich, Bruselas, Gante, Viena y otros lugares.
Fue condecorado por la Legión de Honor y fue oficial de Instrucción Pública de París. Fue miembro de la Société Nationale des Beaux-Arts, en París; del Instituto Real de Pintores al Óleo, en Londres; de las sociedades Secesión de Múnich, Viena y Berlín; de la Academia Nacional de Diseño, la Sociedad de Artistas Estadounidenses, en Nueva York y de otros organismos artísticos.
Su reputación se basa en cuadros de marinas como The Wave (1885, Academia de Bellas Artes de Pensilvania), con largas olas rompiendo en la playa y grandes extensiones de mar abierto en condiciones poéticas de luz y color. 

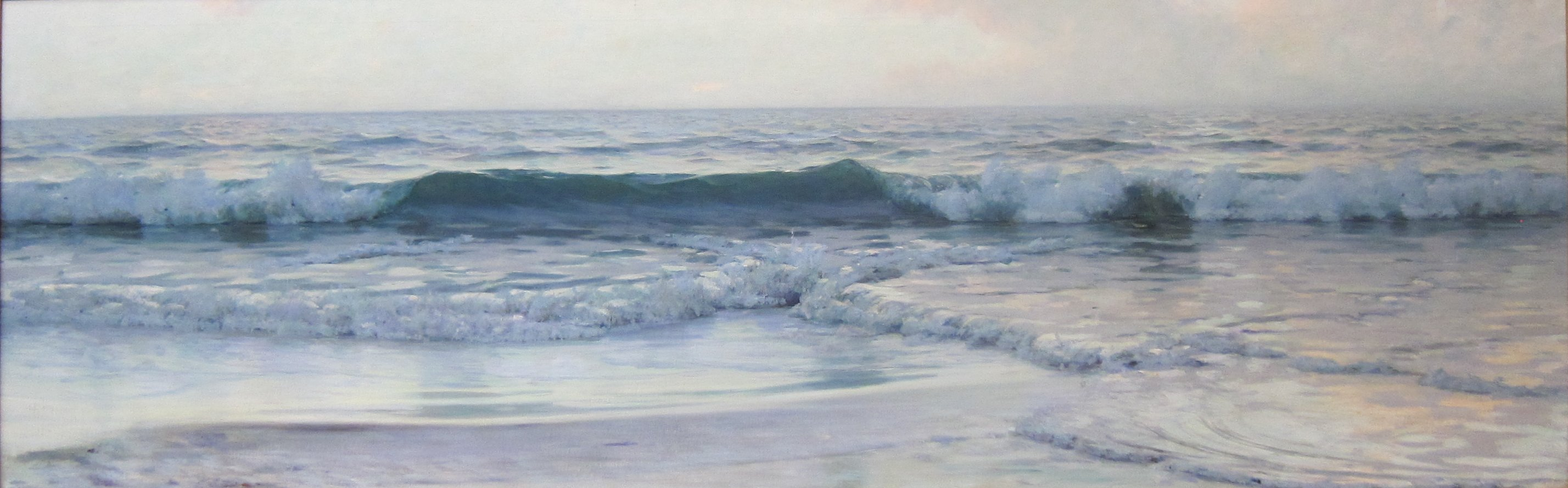
The Wave (1885), Academia de Bellas Artes de Pensilvania, Filadelfia

Cecilia Beaux pasó el verano de 1888 en Concarneau, trabajando en un estudio cercano. Pintó un retrato de Harrison y escribió sobre él:
«Harrison, ahora en el ápice de su fuerza, ya se había encontrado con el «Daemon» y lo había arrojado, en sus dos grandes pinturas En Arcadie y The Wave. Alto, larguirucho y soberbiamente apuesto, ganó fácilmente todo lo que parecía importarle y mucho de lo que no deseaba; pero tenía una religión — era su arte; una industria — era su pintura; y tuvo una fe incansable en éstas. No se le podría llamar amante de la naturaleza, porque amaba la naturaleza tal vez solo cuando estaba casado con el arte. Veía grandes panoramas y deseaba pintar grandes cuadros. Estaba enamorado de las sucesivas superficies opalinas de las olas bajas entrantes y luchó por el regalo del mar tal como le viene a uno frente a él en largas playas. Su método era de búsqueda, y tenía la cualidad de la ciencia, quizás porque se había formado como ingeniero, profesión que abandonó por la pintura.» 

## Marcel Proust
Harrison alquiló una cabaña destartalada cerca de la ciudad de Beg-Meil, en Bretaña, y todas los atardeceres iba a las dunas para ver la puesta de sol sobre el océano. A fines del verano de 1896, se le unieron allí el escritor Marcel Proust y el compositor Reynaldo Hahn. Les abrió los ojos a los dos sobre cómo la luz juega sobre el agua:
«Hemos visto el mar teñirse sucesivamente de rojo sangre, púrpura, nacarado con plata, oro, blanco, verde esmeralda, y ayer nos deslumbró un mar enteramente rosa salpicado de velas azules.» 
Harrison parece haber sido la inspiración para el personaje «C», en la primera novela de Proust, Jean Santeuil; junto con aspectos del personaje del pintor «Elstir», en En busca del tiempo perdido.

## Familia
Su hermano, L. Birge Harrison (1854-1929), también fue pintor. Otro hermano, Butler Harrison (fallecido en 1886), fue pintor de figurativo. 

## Pinturas seleccionadas

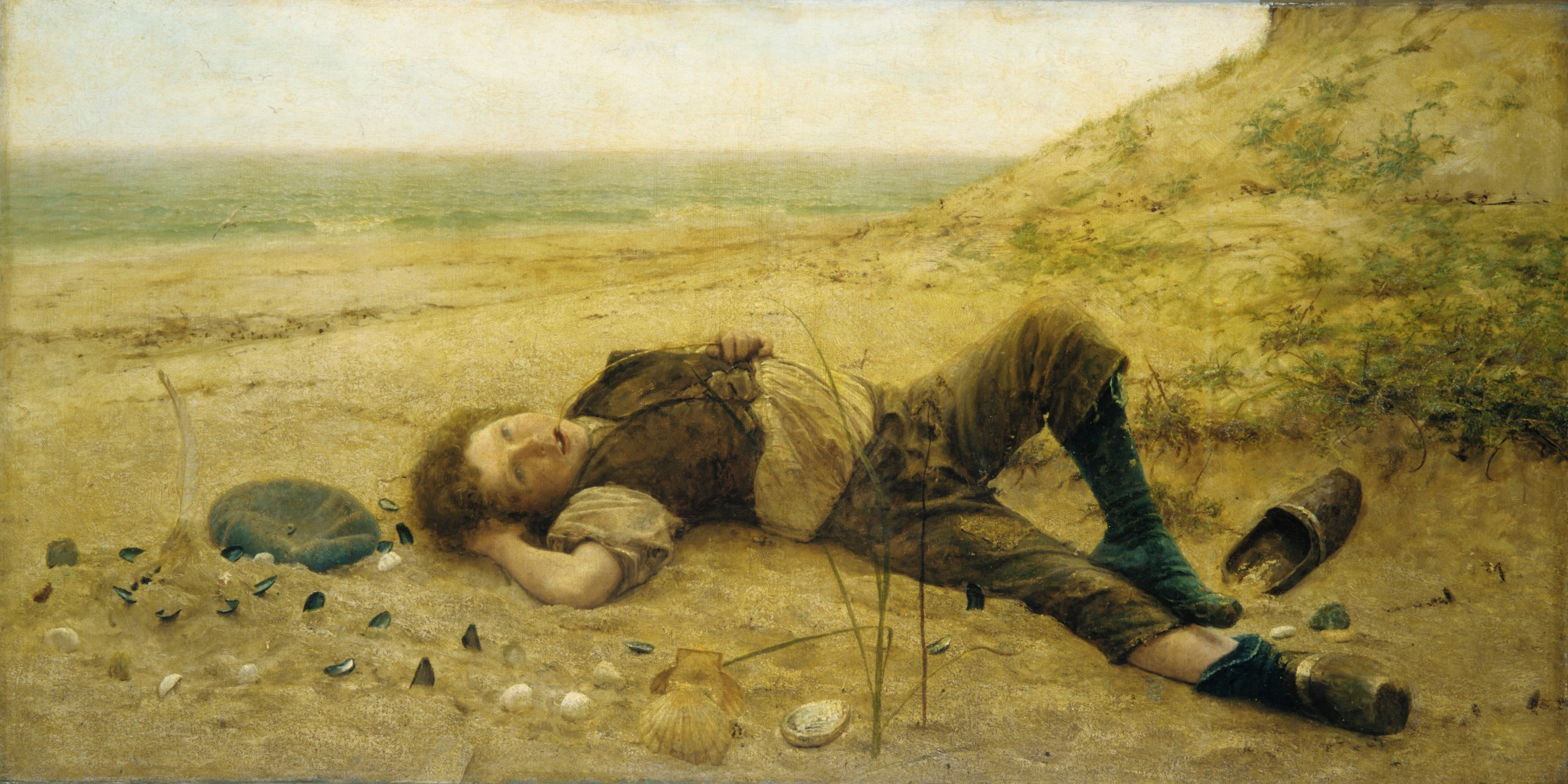
Castillos en España (1882), Museo Metropolitano de Arte, Nueva York
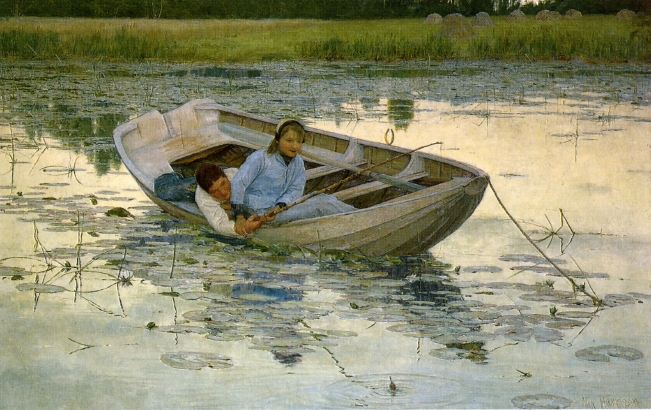
Les Amateurs (1882-1883), Museo de Arte Brauer, Valparaíso, Indiana
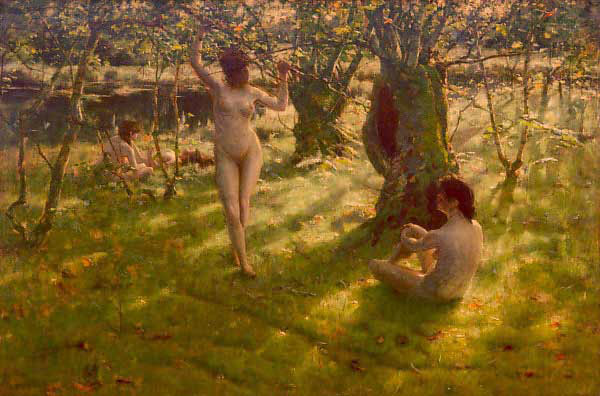
En Arcadie (1885), Musée d'Orsay, París
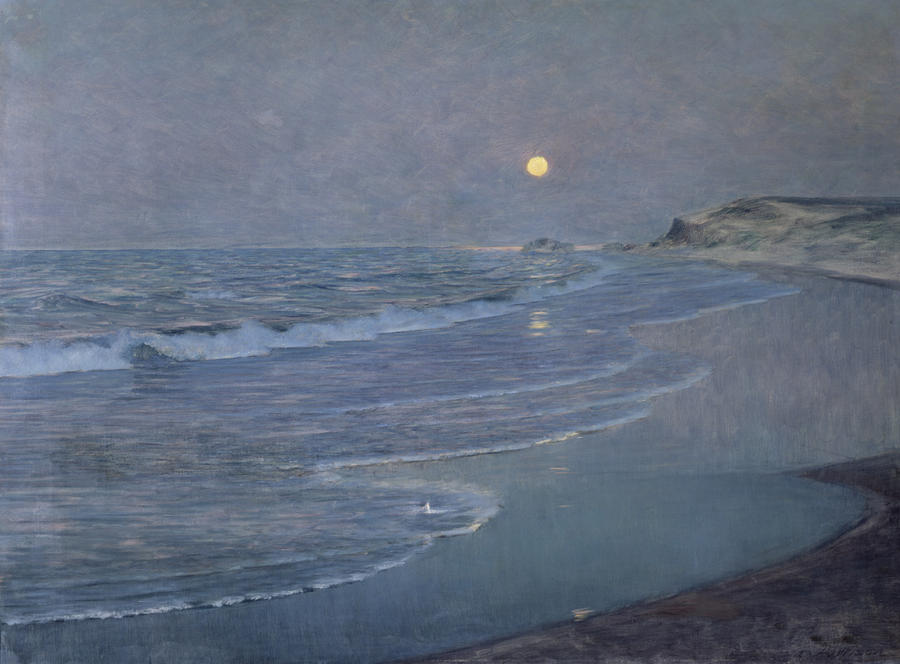
Marine (1892-1893), Musée des Beaux-Arts, Quimper, Francia
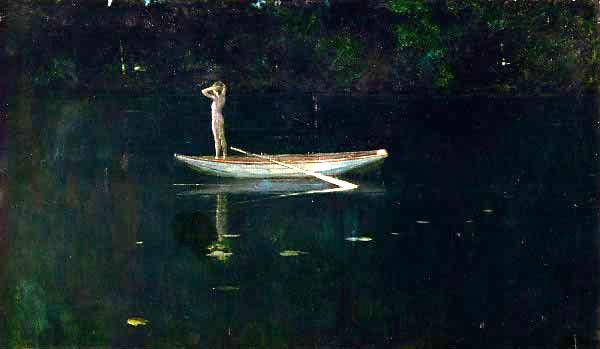
Soledad (1893), Musée d'Orsay, París